# Personsökare
Personsökare syftar främst på en bärbar mottagare för en person som behöver bli nådd. En möjlighet för personer som saknar mobiltelefon att bli anropade. Mottagarpersonen måste däremot ta kontakt med avsändaren eller en växel för att få veta anledningen till kontakten, alternativt ha förbestämt vad anropet innebär.
Ursprungligen var det utsändning av personligt anrop eller meddelanden från en central och systemet användes exempelvis på sjukhus och storföretag. En mobil terminal (superheterodynmottagare) för mottagning av radiomeddelanden.

## Historia
Personsökning i kontorsfastigheter, fabriker eller offentliga lokaler bestod länge av system med signallampor. I rum och korridorer satt lamptablåer som kunde tändas i olika kombinationer och därmed ”söka” en person. Ofta styrdes personsökningen från den lokala abonnentväxeln och den som blev sökt måste också kontakta växeltelefonisten för att få ett meddelande. Det vanligaste systemet i Sverige var Ericssons så kallade Femklöver.
Personsökning via radiosignaler förekom i USA från början av 1920-talet och användes inom polisväsendet. Lokala, trådlösa personsökarsystem med endast en basstation som omfattade till exempel ett fabriksområde eller ett sjukhus förekom från 1960-talet och framåt. Svenska Televerket startade ett internt försökssystem 1968 och utnyttjade nätet av FM-sändare för att distribuera söksignaler. Försöksgrupper var montörer och reparatörer. Personsökarna kände av signaler i en underbärvåg i FM-sändningarna vilka inte hördes i vanliga radioapparater. Verkets reparatörer gick därmed att nå men de måste uppsöka en fast telefon och ringa ett förutbestämt telefonnummer för att få ett meddelande.
Televerkets försök ledde till systemet MBS som fick sin kommersiella start 1978. Även den använde underbärvågor i FM-sändarnätet. Omkring 1989 hade MBS ungefär 75 000 användare.  Systemet fanns kvar till 1996 då andra alternativ som Minicall ersatte det.

### Minicall
Minicall startade 1985, till att börja med endast för tonsökning. Mottagaren avgav pip i olika kombinationer vilka användaren kunde bestämma innebörden av. Minicall innebar också att ett särskilt sändarnät byggdes ut över Sverige. 200 sändare synkroniserade i ett stjärnformigt nät täckte stora delar av Sverige. Systemet utvecklades så att användarna från 1989 även kunde använda mottagare med display för siffermeddelande, Mincall Numerik. Genombrottet för tekniken kom 1993 då Televerket startade tjänsten Minicall Privat. Till skillnad från tidigare abonnemangsmodeller där mottagaren fått betala sina sökningar förenades Minicall Privat inte med mer kostnader än själva personsökaren för användaren, däremot debiterades 6 kronor för varje sökning. Mottagare för textmeddelanden fanns också, Minicall Text. De användes till exempel av företag som kunde sända information och arbetsorder till servicetekniker.
Telia bedrev Minicall fram till 2002 då systemet som då hade cirka 100 000 användare såldes till företaget Generic Mobile. I många fall ersatte GSM-telefonerna med SMS behoven att söka och nå personer.

## Teknik
Kommunikationen med en trådlös personsökare är enkelriktad, simplex, vilket gör att mottagaren ej behöver en komplicerad och dyr radiosändare med tillhörande strömförsörjning, till skillnad från till exempel en mobiltelefon som drar betydligt mer ström. Superheterodynprincipen är en enkel och beprövad teknik som medger konstruktion av små strömsnåla mottagare. Eftersom personsökaren inte sänder ut några radiosignaler lämpar den sig väl i miljöer som är känsliga för störningar, till exempel på sjukhus och i teknikintensiv fabriksmiljö.

## Utformning

### Fastighetsanknutna system
De fastighetsanknutna systemen med lamptablåer kunde bestå av fem lampor, arrangerade i en kvadrat med en lampa i mitten (Femklövern). Genom att lamporna dels kunde tändas i olika kombination, dels kunde blinka erhölls ett stort antal unika sökningar.

### Personsökare för trådlösa nät
Personsökare för trådlösa nät förekommer vanligtvis i fickformat men byggs även in i pennor eller armbandsur. Dessutom kan en personsökarmodul byggas in i ett större datorsystem för att styra maskiner och processer. 
Det finns primärt tre mottagartyper att välja mellan:
- Textmottagare - Kan ta emot både numeriska- och textmeddelanden
- Numeriska mottagare - Enklare mottagare som endast tar emot siffror
- Maskinstyrningsreläer - Specialanvändning för att styra elektriska enheter

Det finns även personsökare med färgskärm. Se bild till höger för exempel på en sådan.

## Användning
Från att tidigare ha använts av privatpersoner är nu de stora användargrupperna av personsökare polis, militär, räddningstjänst, ambulanspersonal, låssmeder, hissmontörer med flera vilka är beroende av den överlägsna tillförlitligheten hos personsökarsystemet. Systemet används också för fjärrstyrning av lås eller för att till exempel tända gatubelysning. Personsökarsystemet är väl beprövat och har därför en hög tillförlitlighet och robusthet.
"Europeiska post- och telekonferensen CEPT har angett det lediga frekvensbandet 169,4 - 169,8 MHz som det lämpligaste bandet för allmänt tillgänglig, radiobaserad personsökning, ett val som står i överensstämmelse med bestämmelserna i Internationella teleunionens ITU radioreglemente."
I Sverige används frekvenserna 169,800 och 161,4375 MHz för de rikstäckande näten. Hastigheten är 512 / 1200 baud med FSK modulation. POCSAG används, samt +/- 4.5 kHz i frekvensändring. Där den högre frekvensen är "0" och den lägre "1".

## Bilder

Personsökare
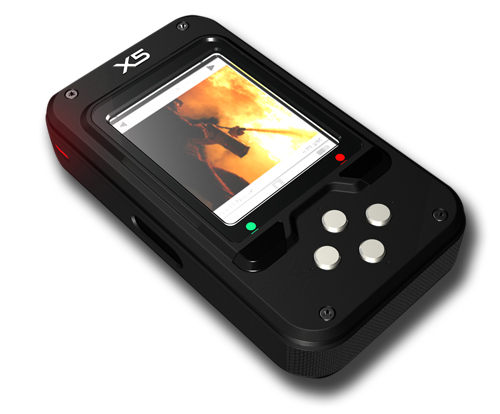
Personsökare med färgskärm.
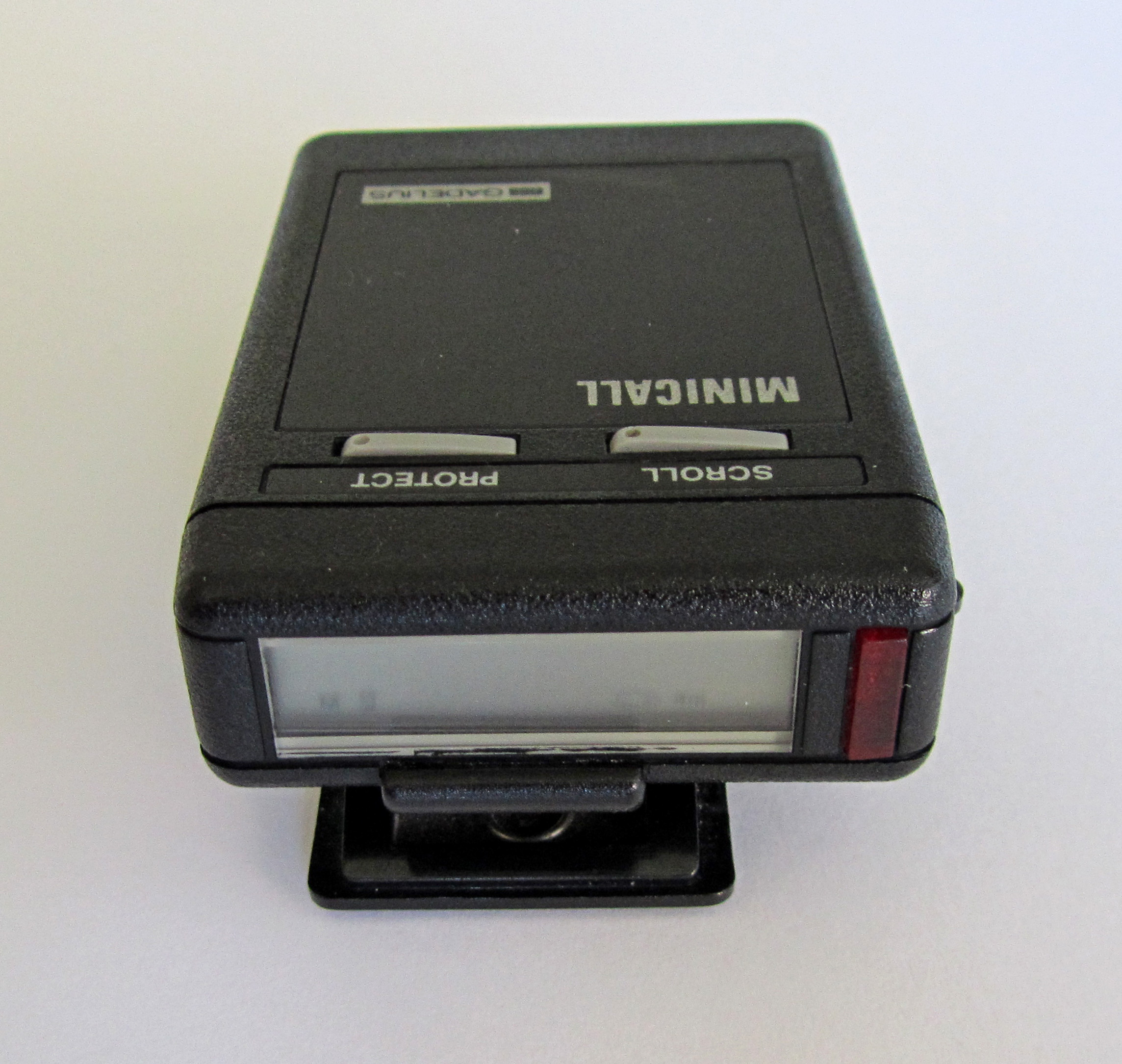
Numerisk personsökare i klassisk utformning.
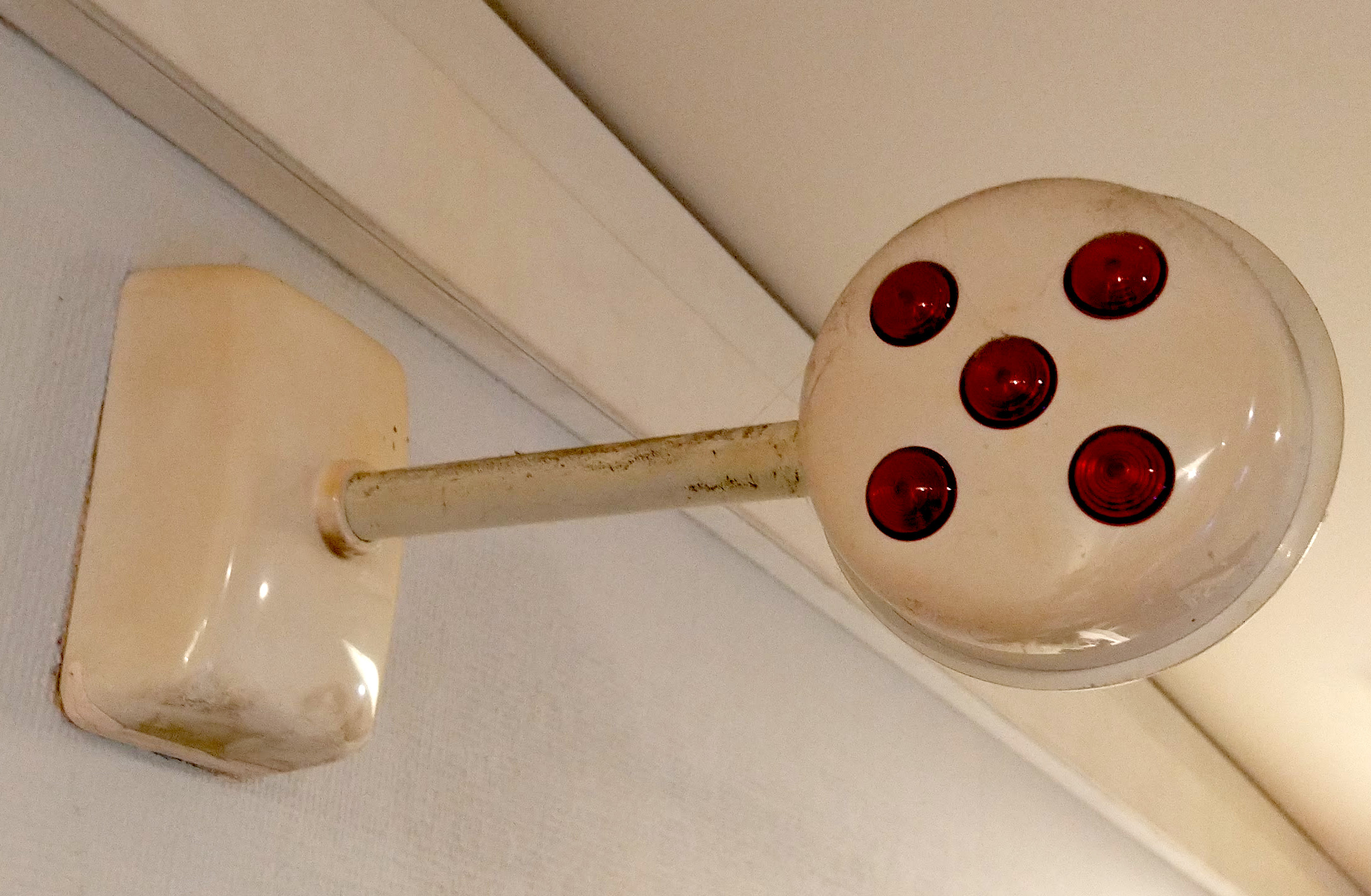
Ericssons femklöver-personsökare KNH 95x använde kombinationer av tända och blinkande lampor för att efterlysa personer i ett företags lokaler.
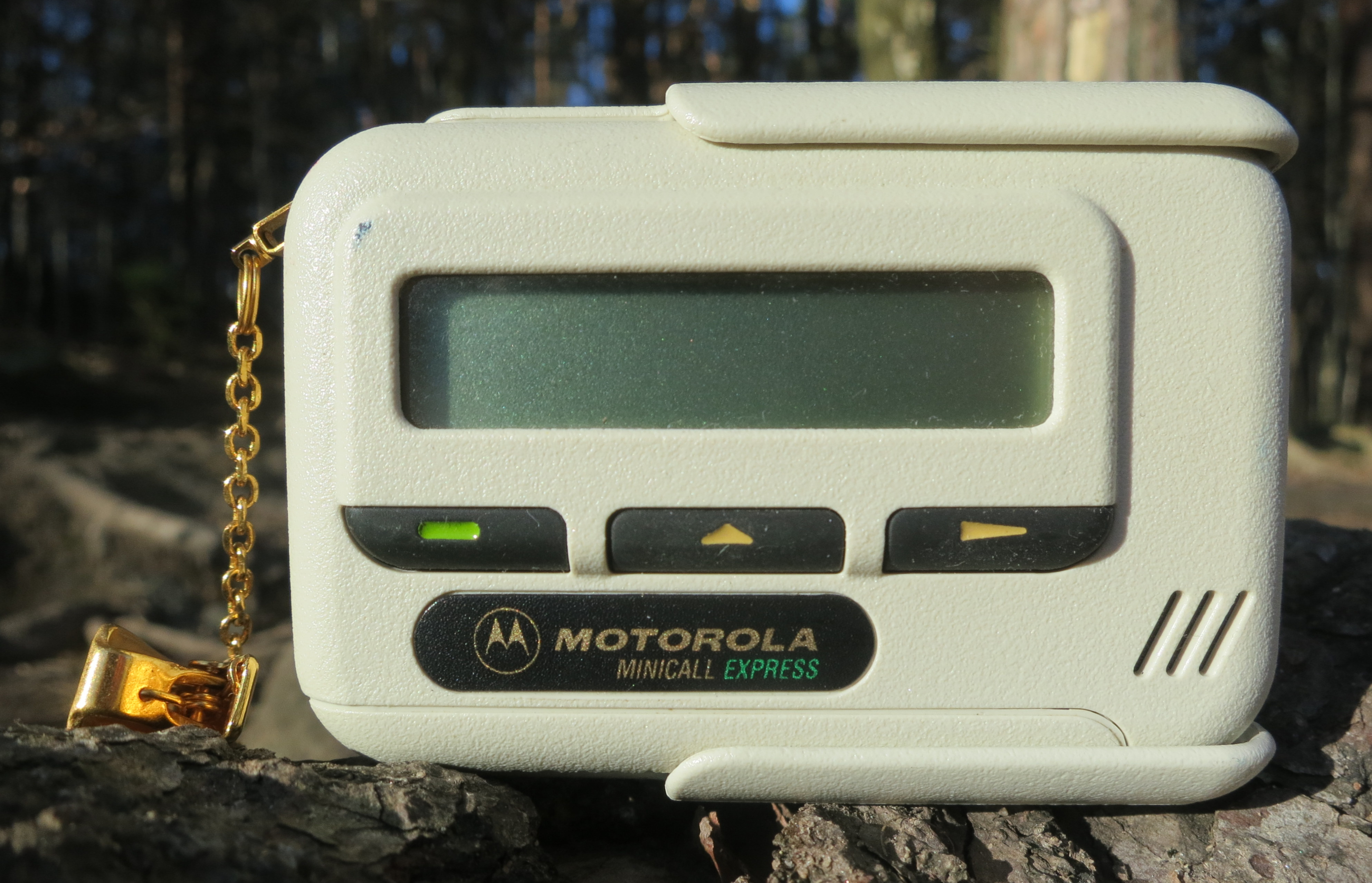
Motorola Minicall Express från 1990-talet.